# Porc espí dels quítxues
El porc espí dels quítxues (Coendou quichua) és una espècie de mamífer rosegador de la família dels porcs espins del Nou Món. Viu a Colòmbia, l'Equador i Panamà. Probablement es tracta d'un animal nocturn i arborícola que s'alimenta de fruita i llavors. No se sap gaire cosa sobre el seu hàbitat natural. Està amenaçada per la desforestació, la fragmentació del seu hàbitat i la transformació del seu entorn per a usos agrícoles.